# جيمس برات وجون سميث

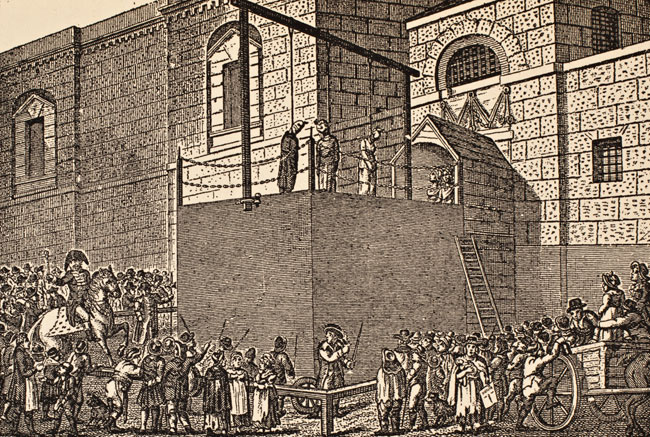
عملية إعدام علني خارج سجن نيوغيت في مطلع القرن التاسع عشر

جيمس برات (بالإنجليزية: James Pratt) ـ (1805 ـ 1835) وجون سميث (بالإنجليزية: John Smith) ـ (1795 ـ 1835) هما شابان إنجليزيان من مواطني لندن أُعدِما شنقًا في 27 نوفمبر 1835 بتهمة اللواط، وهما آخر من أُعدم بهذه التهمة في تاريخ إنجلترا.

## الواقعة
كان برات وسميث قد أُلقي القبض عليهما في أغسطس 1835، متلبسين باللواط في غرفة يستأجرها كهل في الثامنة والستين يدعى وليم بونيل. وكانت الشكوك قد ساورت مالك المنزل عندما لاحظ تردد كثير من الزوار على بونيل، ولاحظ أنهم جميعًا من الذكور، وأنهم يأتون أزواجًا في الأغلب. وفي عصر يوم 29 أغسطس 1835، حضر برات وسميث إلى غرفة بونيل، فصعد مالك المنزل إلى منزل مرتفع مجاور لتتاح له رؤية ما يحدث بالداخل من خلال نافذة غرفة بونيل، ثم عاد ليسترق النظر من ثقب باب الغرفة، وهنا رأى المالك وزوجته الضيفين في وضع جنسي مخلّ، فاقتحم المالك الحجرة وواجه الرجلين. كان بونيل في ذلك الوقت متغيبًا عن غرفته، غير أنه لم يلبث أن عاد بعد دقائق قليلة حاملًا إبريقًا من البيرة. سارع المالك لاستدعاء الشرطة، التي قبضت على الرجال الثلاثة.

## المحاكمة
قُدم الرجال الثلاثة للمحاكمة بمعرفة القاضي هنسلي ودغوود، وعُقدت المحاكمة في المحكمة الجنائية المركزية في 26 سبتمبر 1835 برئاسة البارون غيرني، الذي كان معروفًا بالاستقلال والصرامة والشدة في أحكامه، وصدر الحكم بإدانة برات وسميث وفقًا لأحكام القسم 15 من قانون الجرائم ضد الأشخاص، الصادر سنة 1828، كما حُكم على وليم بونيل ـ باعتباره شريكًا ثانويًا في الجريمة ـ بالنفي لأربعة عشر عامًا.
كان جيمس برات سائسًا، يعيش مع زوجته وأطفاله في ضاحية دتفورد، جنوب شرقي لندن، وقد تقدم عدد من الشهود وشهدوا له بحُسن الخُلُق. أما جون سميث ـ الذي جاء في محاضر المحكمة وتقارير الصحف أنه عامل أعزب، بينما ذكرت مصادر أخرى أنه خادم متزوج ـ فكان من ضاحية ساوثوارك كرايستشيرش اللندنية، ولم يتقدم أحد أثناء المحاكمة للشهادة لصالحه.
وصف القاضي ودغوود المتهمين في إحدى رسائله بأنهم «كائنات منحطة»، غير أنه أقر بأن القانون يفتقر إلى العدالة في مثل قضيتهم هذه؛ إذ أنه لو أراد رجل ميسور الحال أن يمارس الجنس فسوف يكون بإمكانه استخدام مكان يتمتع بقدر من الخصوصية يكفي لعدم افتضاح أمره، أما برات وسميث فلم يدانا إلا لأنهما لم يكونا ميسورين، فاستخدما غرفة في منزل بالإيجار، فأمكن التجسس عليهما بسهولة.
وقد زار الكاتب الشهير تشارلز ديكنز سجن نيوغيت ـ حيث سُجن الثلاثة ـ في 5 نوفمبر 1835، وكتب عنهما في «إسكتشات بوز» (1836)، وقد أسرّ إليه السجان الذي كُلف بمرافقته في الزيارة بأنه يتوقع إعدام الرجلين، وكان محقًا في توقعه. كانت المحكمة الجنائية المركزية قد حكمت خلال شهري سبتمبر وأكتوبر من ذلك العام بالإعدام على سبعة عشر شخصًا بتهم متفاوتة، منها السطو والسرقة بالإكراه والشروع في القتل، وفي 21 نوفمبر، خُففت أحكامهم جميعًا بموجب عفو ملكي باستثناء برات وسميث، رغم الالتماسات التي قدمتها زوجتا الرجلين إلى مجلس الخاصة.

## الإعدام
في صباح يوم 27 نوفمبر 1835، نُفذ حكم الإعدام شنقًا في برات وسميث أمام سجن نيوغيت، وشهد التنفيذ جمع من المواطنين وصفته إحدى الصحف بأنه جمع «أكبر من المعتاد»، ربما لأن عملية الإعدام هذه كانت أول عملية إعدام يشهدها سجن نيوغيت منذ ما يقرب من عامين.
أما وليم بونيل، فقد كان واحدًا من 290 سجينًا أبحرت بهم السفينة «آسيا» في 5 نوفمبر 1835 إلى المنفى في أستراليا، حيث وصلت إلى أرض فان ديمن (تسمانيا الحالية) في 5 يوليو 1836. وقد توفي بونيل في مستشفى نورفولك الجديد في أرض فان ديمن في 29 أبريل 1841.